# Бакшеево (Ярославская область)
Бакше́ево — деревня в Переславском районе Ярославской области при речке Кипсе.
Постоянное население на 1 января 2007 года — 5 человек.

## История
В 1628 году разнопоместная деревня Никитского стана, которой владели три помещика: Афонасий Богданович Протасьев, второй Протасьев и Алексей Иванович Болшев. В 1685 году три жеребья сельца Бакшеева принадлежали братьям Александру и Трофиму Фёдоровичам Сназиным. Свою долю они променяли Данилову монастырю, который владел деревней до секуляризации 1764 года.

### Демография
Численность населения Бакшеево значительно менялась на протяжении времени. В 1859 году деревня представляла собой владельческое сельцо при ручье Кипсе, в котором насчитывалось 14 дворов, проживали 44 мужчины и 51 женщина. К 1905 году количество дворов увеличилось до 30, а общее число жителей достигло 158 человек. В 1926 году в деревне было уже 42 крестьянских двора и 1 прочий, а население составляло 105 мужчин и 115 женщин. Однако к 2002 году в Бакшеево не осталось постоянных жителей, а по состоянию на 1 января 2007 года в деревне проживало всего 5 человек.

### Административное деление
- 1859 год — Владимирская губерния, Переславский (Переяславский) уезд[3].
- 1905 год — Владимирская губерния, Переславский уезд, Петровская волость[4].
- 1926 год — Владимирская губерния, Переславский уезд, Берендеевская волость, Бакшеевский сельсовет[5].
- 2002 год — Ярославская область, Переславский район, Добриловский сельский округ[6].

В 1926 году в Бакшеевский сельсовет входили:
- деревня Бакшеево
- деревня Икрино
- село Иванисово
- деревня Корсаково (ныне Карсаково)
- деревня Семенково (ныне Семёновка)

### Религиозная принадлежность
Жители относились к приходу церкви Покрова Пресвятой Богородицы в селе Иванисово.